# Nick Diaz
Nicholas Robert Diaz, né le 2 août 1983 à Stockton en Californie, est un combattant américain d'arts martiaux mixtes, sous contrat avec l'UFC. Il a commencé sa carrière professionnelle en 2001. Il a aussi combattu pour PRIDE, Strikeforce, EliteXC, le WEC, DREAM et Shooto. Il a été champion des poids mi-moyens du WEC en 2003 et de Strikeforce de 2010 à 2011.  
En plus de ses talents de boxeur et de combattant jiu-jitsu, il est connu pour avoir l'une des meilleures endurances de l'UFC. Il s'est également fait connaître pour son franc parler qui lui a permis d'obtenir des combats contre des adversaires de renom.  
Il est aussi le frère aîné de Nate Diaz, également combattant d'arts martiaux mixtes.

## Biographie
Nick Diaz a grandi à Stockton en Californie avec sa mère, son beau-père, sa sœur et son frère Nate Diaz. Il décrit son enfance comme difficile à cause de l'influence des gangs à Stockton. Il est allé au lycée public de Tokay à Lodi mais a arrêté pour poursuivre sa passion des sports de combat.
Il est promu ceinture noire de jiu-jitsu brésilien par Cesar Gracie le 8 mai 2007 et il s’entraîne à la Cesar Gracie Jiu Jitsu Academy à Pleasant Hill.

## Parcours en arts martiaux mixtes

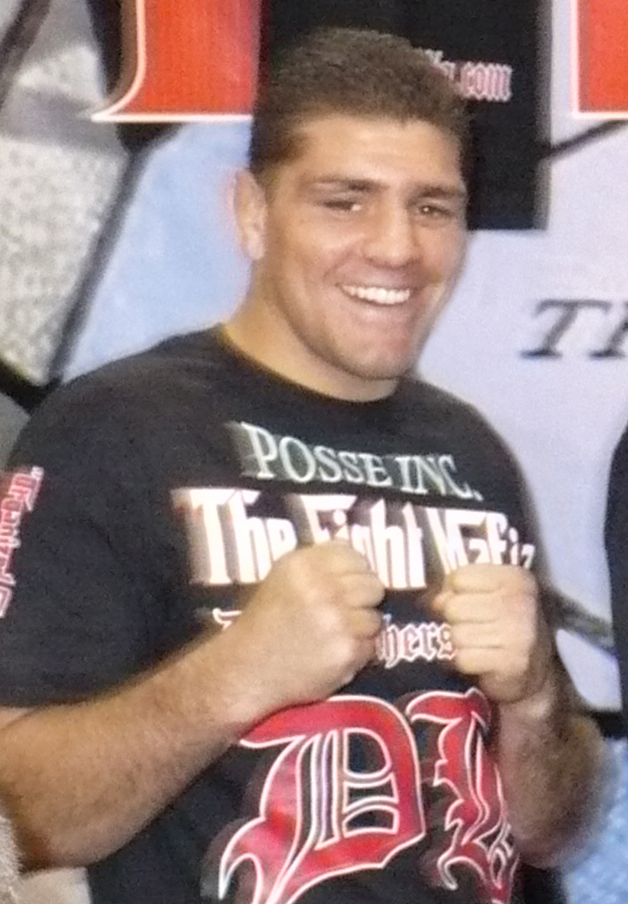
Nick Diaz à la première UFC Fan Expo à Las Vegas en 2009

Diaz n'a jamais subi de soumission et n'a été battu par KO que 3 fois (donc un arrêt du medecin) en 37 combats.
Il est connu pour son caractère teigneux, et son style de combat souvent provocateur.
En mars 2013, après sa défaite contre Georges St-Pierre, il annonce, une fois de plus, qu'il prend sa retraite sportive. Toutefois, il reste dans l'univers du MMA en tant que président de l'organisation basée à Stockton qu'il crée pour l'occasion, War MMA.

### Nouveau retour à l'UFC
Fin juillet 2014, son retour à la compétition est prévu pour le 31 janvier 2015 face à l'ancien champion des poids moyens Anderson Silva, lors de l'UFC 183 à Las Vegas.
Silva revient alors d'une blessure subie en décembre 2013 en tentant de reconquérir son titre, tandis que Diaz est resté éloigné de la compétition près de deux ans. Toujours adepte de la provocation, Diaz s'incline cependant par décision unanime dans ce combat principal de la soirée.
Dans les jours suivants, les résultats des tests antidopage révèlent la présence de drostanolone et d'androstérone dans le sang d'Anderson Silva. Nick Diaz est quant à lui contrôlé positif à la tétrahydrocannabinol (THC) pour la troisième fois de sa carrière.
Mi-août 2015, le résultat de la rencontre est modifiée en « sans décision » par la commission athlétique du Nevada.
Dans un premier temps, il est interdit de combats pendant cinq ans mais grâce au soutien de ses fans et d'autres combattants, sa sentence est réduite à 18 mois.

## Palmarès en arts martiaux mixtes
| 38 combats     | 26 victoires | 10 défaites |
| Par KO         | 13           | 3           |
| Par soumission | 8            | 0           |
| Sur décision   | 5            | 7           |
| Sans décision  | 2            | 2           |

| Résultat      | Record    | Adversaire         | Méthode                               | Événement                       | Date              | Round | Temps | Lieu                                  | Notes |
| ------------- | --------- | ------------------ | ------------------------------------- | ------------------------------- | ----------------- | ----- | ----- | ------------------------------------- | --- |
| Défaite       | 26-10 (2) | Robbie Lawler      | TKO (arrêt de l'arbitre)              | UFC 266: Volkanovski vs. Ortega | 26 septembre 2021 | 3     | 0:44  | Las Vegas, Nevada, États-Unis         | |
| Sans décision | 26-9 (2)  | Anderson Silva     | Résultat annulé                       | UFC 183: Silva vs. Diaz         | 31 janvier 2015   | 5     | 5:00  | Las Vegas, Nevada, États-Unis         | Début en poids moyen. Silva contrôlé positif aux stéroïdes anabolisant. Diaz contrôlé positif à la marijuana. Victoire par décision unanime de Silva changée en « sans décision ». |
| Défaite       | 26-9 (1)  | Georges St-Pierre  | Décision unanime                      | UFC 158: St-Pierre vs. Diaz     | 16 mars 2013      | 5     | 5:00  | Montréal, Québec, Canada              | Pour le titre des poids mi-moyens de l'UFC. |
| Défaite       | 26-8 (1)  | Carlos Condit      | Décision unanime                      | UFC 143: Diaz vs. Condit        | 4 février 2012    | 5     | 5:00  | Las Vegas, Nevada, États-Unis         | Pour le titre intérimaire des poids mi-moyens de l'UFC. |
| Victoire      | 26-7 (1)  | B.J. Penn          | Décision unanime                      | UFC 137: Penn vs. Diaz          | 29 octobre 2011   | 3     | 5:00  | Las Vegas, Nevada, États-Unis         | Combat de la soirée. |
| Victoire      | 25-7 (1)  | Paul Daley         | TKO (coups de poing)                  | Strikeforce: Diaz vs. Daley     | 9 avril 2011      | 1     | 4:57  | San Diego, Californie, États-Unis     | Défend le titre des poids mi-moyens du Strikeforce. |
| Victoire      | 24-7 (1)  | Evangelista Santos | Soumission (clé de bras)              | Strikeforce: Diaz vs. Cyborg    | 29 janvier 2011   | 2     | 4:50  | San José, Californie, États-Unis      | Défend le titre des poids mi-moyens du Strikeforce. |
| Victoire      | 23-7 (1)  | K.J. Noons         | Décision unanime                      | Strikeforce: Diaz vs. Noons II  | 9 octobre 2010    | 5     | 5:00  | San José, Californie, États-Unis      | Défend le titre des poids mi-moyens du Strikeforce. |
| Victoire      | 22-7 (1)  | Hayato Sakurai     | Soumission (clé de bras)              | Dream 14                        | 29 mai 2010       | 1     | 3:54  | Saitama, Japon                        | |
| Victoire      | 21-7 (1)  | Marius Žaromskis   | TKO (coups de poing)                  | Strikeforce: Miami              | 30 janvier 2010   | 1     | 4:38  | Sunrise, Floride, États-Unis          | Remporte le titre des poids mi-moyens du Strikeforce. |
| Victoire      | 20-7 (1)  | Scott Smith        | Soumission (étranglement arrière)     | Strikeforce: Lawler vs. Shields | 6 juin 2009       | 3     | 1:41  | Saint-Louis, Missouri, États-Unis     | Combat en poids intermédiaire : 180 lb (82 kg). |
| Victoire      | 19-7 (1)  | Frank Shamrock     | TKO (coups de poing)                  | Strikeforce: Shamrock vs. Diaz  | 11 avril 2009     | 2     | 3:57  | San José, Californie, États-Unis      | Combat en poids intermédiaire : 179 lb (81 kg). |
| Victoire      | 18-7 (1)  | Thomas Denny       | TKO (coups de poing)                  | EliteXC: Unfinished Business    | 26 juillet 2008   | 2     | 0:30  | Stockton, Californie, États-Unis      | |
| Victoire      | 17-7 (1)  | Muhsin Corbbrey    | TKO (coups de poing)                  | EliteXC: Return of the King     | 14 juin 2008      | 3     | 3:59  | Honolulu, Hawaï, États-Unis           | |
| Victoire      | 16-7 (1)  | Katsuya Inoue      | TKO (arrêt du coin)                   | Dream 3                         | 11 mai 2008       | 1     | 6:45  | Saitama Japon                         | Retour en poids mi-moyen. |
| Défaite       | 15-7 (1)  | K.J. Noons         | TKO (arrêt du médecin)                | EliteXC: Renegade               | 10 novembre 2007  | 1     | 5:00  | Corpus Christi États-Unis             | Pour le titre des poids légers de l'EliteXC. |
| Victoire      | 15-6 (1)  | Mike Aina          | Décision partagée                     | EliteXC: Uprising               | 15 septembre 2007 | 3     | 5:00  | Honolulu, Hawaï, États-Unis           | |
| Sans décision | 14-6 (1)  | Takanori Gomi      | Résultat annulé                       | Pride 33: Second Coming         | 24 février 2007   | 2     | 1:46  | Las Vegas, Nevada, États-Unis         | Début en poids léger. Diaz contrôlé positif à la marijuana. Victoire par soumission de Diaz changée en « sans décision ».                                                          |
| Victoire      | 14-6      | Gleison Tibau      | TKO (coups de poing)                  | UFC 65: Bad Intentions          | 18 novembre 2006  | 2     | 2:27  | Sacramento, Californie, États-Unis    | |
| Victoire      | 13-6      | Josh Neer          | Soumission (kimura)                   | UFC 62: Liddell vs. Sobral      | 26 août 2006      | 3     | 1:42  | Las Vegas, Nevada, États-Unis         | |
| Victoire      | 12-6      | Ray Steinbeiss     | Décision unanime                      | ICFO 1: Stockton                | 13 mai 2006       | 3     | 5:00  | Stockton, Californie, États-Unis      | |
| Défaite       | 11-6      | Sean Sherk         | Décision unanime                      | UFC 59: Reality Check           | 15 avril 2006     | 3     | 5:00  | Anaheim, Californie, États-Unis       | |
| Défaite       | 11-5      | Joe Riggs          | Décision unanime                      | UFC 57: Liddell vs. Couture 3   | 4 février 2006    | 3     | 5:00  | Las Vegas, Nevada, États-Unis         | |
| Défaite       | 11-4      | Diego Sanchez      | Décision unanime                      | The Ultimate Fighter 2 Finale   | 5 novembre 2005   | 3     | 5:00  | Las Vegas, Nevada, États-Unis         | |
| Victoire      | 11-3      | Koji Oishi         | KO (coups de poing)                   | UFC 53: Heavy Hitters           | 4 juin 2005       | 1     | 1:24  | Atlantic City, New Jersey, États-Unis | |
| Victoire      | 10-3      | Drew Fickett       | TKO (coups de poing)                  | UFC 51: Super Saturday          | 5 février 2005    | 1     | 4:40  | Las Vegas, Nevada, États-Unis         | |
| Défaite       | 9-3       | Karo Parisyan      | Décision partagée                     | UFC 49: Unfinished Business     | 21 août 2004      | 3     | 5:00  | Las Vegas, Nevada, États-Unis         | |
| Victoire      | 9-2       | Robbie Lawler      | KO (coup de poing)                    | UFC 47: It's On!                | 2 avril 2004      | 2     | 1:31  | Las Vegas, Nevada, États-Unis         | |
| Victoire      | 8-2       | Jeremy Jackson     | Soumission (clé de bras)              | UFC 44: Undisputed              | 26 septembre 2003 | 3     | 2:04  | Las Vegas, Nevada, États-Unis         | |
| Victoire      | 7-2       | Jeremy Jackson     | TKO (coups de poing)                  | IFC WC 18: Big Valley Brawl     | 19 juillet 2003   | 1     | 4:33  | Lakeport, Californie, États-Unis      | Défense du titre en IFC. |
| Victoire      | 6-2       | Joe Hurley         | Soumission (kimura)                   | WEC 6: Return of a Legend       | 27 mars 2003      | 1     | 1:55  | Lemoore, Californie, États-Unis       | Remporte le titre des poids mi-moyens du WEC. |
| Défaite       | 5-2       | Kuniyoshi Hironaka | Décision partagée                     | Shooto: Year End Show 2002      | 14 décembre 2002  | 3     | 5:00  | Chiba, Japon                          | |
| Victoire      | 5-1       | Harris Sarmiento   | TKO (arrêt du coin)                   | Warriors Quest 8: Young Guns    | 24 octobre 2002   | 2     | 1:47  | Honolulu, Hawaï, États-Unis           | |
| Défaite       | 4-1       | Jeremy Jackson     | TKO (coups de poing)                  | UA 4: King of the Mountain      | 25 septembre 2002 | 1     | 0:49  | Auberry, Californie, États-Unis       | |
| Victoire      | 4-0       | Adam Lynn          | Soumission (clé de bras)              | UA 4: King of the Mountain      | 28 septembre 2002 | 1     | 2:51  | Auberry, Californie, États-Unis       | |
| Victoire      | 3-0       | Blaine Tyler       | TKO (coups de poing)                  | UA 4: King of the Mountain      | 28 septembre 2002 | 2     | 2:01  | Auberry, Californie, États-Unis       | |
| Victoire      | 2-0       | Chris Lytle        | Décision unanime                      | IFC Warriors Challenge 17       | 12 juillet 2002   | 3     | 5:00  | Porterville, Californie, États-Unis   | Gagne le titre en IFC United States Welterweight Championship. |
| Victoire      | 1-0       | Mike Wick          | Soumission (étranglement en triangle) | IFC Warriors Challenge 15       | 31 août 2001      | 1     | 3:43  | Oroville, Californie, États-Unis      | |